# Richard Drew (fotograf)
Richard Drew (n. 6 decembrie 1946) este un foto-jurnalist, angajat la agenția Associated Press.
În anul 2001 acesta a fotografiat poza intitulată The falling man, care a fost capturată la World Trade Center (turnurile gemene) în urma atacurilor din data de 11 septembrie 2001. Astfel, există și un documentar britanic intitulat „The falling man” legat de fotografia lui Richard, premiat pe Discovery pe 10 septembrie 2007. 
Drew a fost unul dintre cei 4 fotografi prezenți la asasinarea lui Robert F. Kennedy.
Richard a fost angajat la „Associated Press” pe parcursul a 40 de ani, în prezent locuind în New York cu soția lui și cele două fiice.